# Ni tan blancos, ni tan indios
Ni tan blancos, ni tan indios  es una película de cortometraje de Argentina filmada en colores en 16 mm dirigida por Tristán Bauer y Silvia Chanvilland. Este filme integró junto a otros tres cortometrajes de distintos directores la película De este pueblo que se estrenó el 28 de noviembre de 1985. 

## Sinopsis
Trata sobre los aborígenes chiriguanos y su transculturación en la provincia de Salta.

## Premios
Recibió menciones especiales en el Festival de Cine antropológico y Social de Mar del Plata y en el Primer Festival de Cine de los Pueblos Indígenas en México.

## Comentarios
Jorge Abel Martín opinó en Tiempo Argentino :

«Pese a una cierta morosidad narrativa y reiteraciones, que un montaje más certero podría haber eitado…se sigue con interés…por su desarrollo, alejado de rebuscamientos estetizantes.» 